# Chiesa di San Michele Arcangelo (Pigna)
La chiesa di San Michele Arcangelo è un luogo di culto cattolico situato nel comune di Pigna, in piazza XX settembre, in provincia di Imperia. La chiesa è sede della parrocchia omonima del vicariato di Bordighera e Valle Nervia della diocesi di Ventimiglia-San Remo.

## Storia e descrizione
Edificata nel XIII secolo, è definita tra le opere più significative e importanti del tardo Medioevo della Liguria intemelia; l'edificio è stato in seguito ampliato nel XVI secolo conservandone lo stile gotico.
La facciata si presenta con un pregiato rosone del 1450 in marmo bianco costituito da dodici piccole colonne ad opera dello scultore Giovanni Gaggini da Bissone, mentre la facciata è di Giorgio de Lancia.
L'interno è costituito da tre navate divise da due file di colonne circolari ed ottagonali.

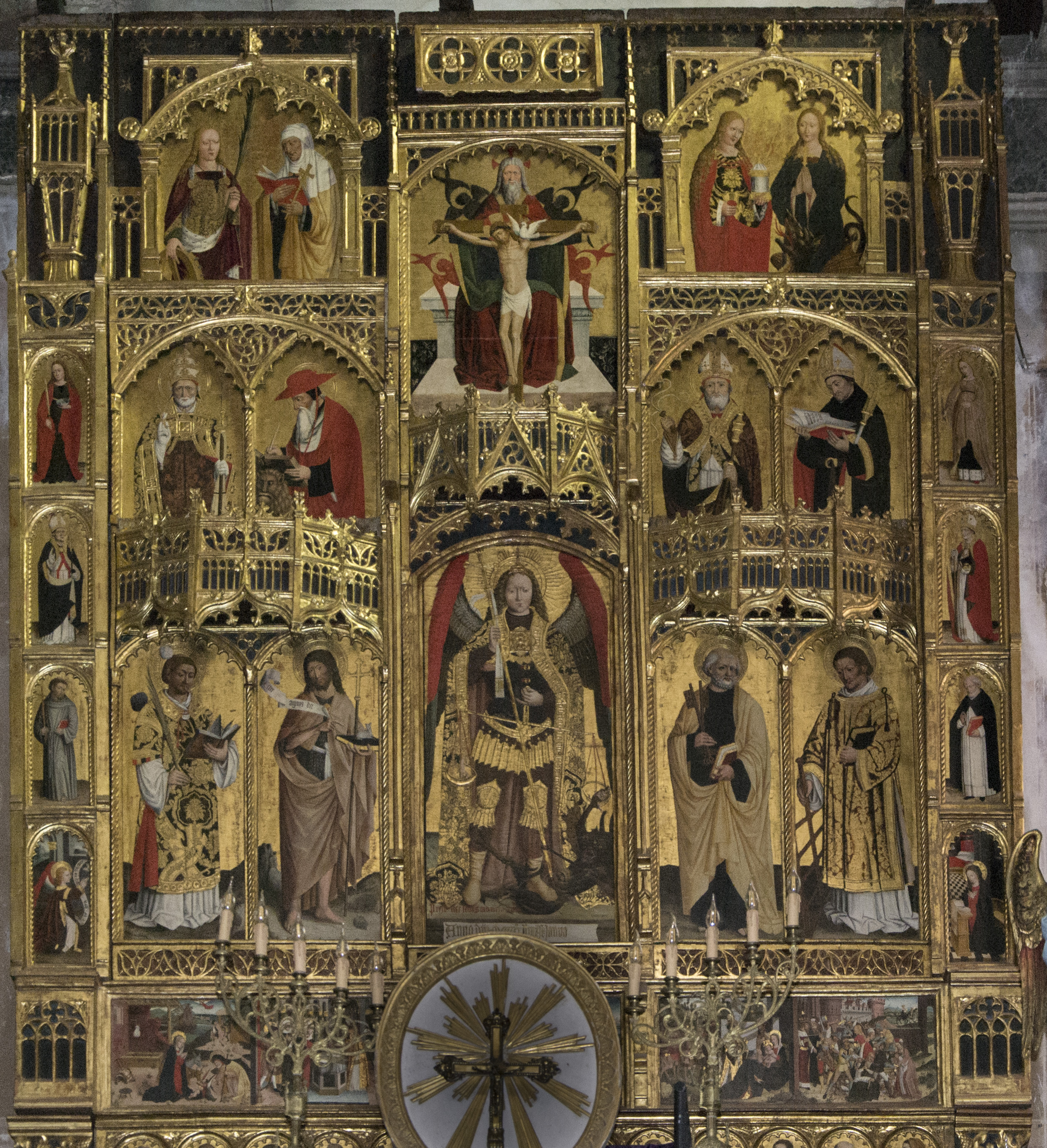
Giovanni Canavesio, Polittico di San Michele Arcangelo

Dietro l'altare maggiore è collocato il celebre polittico del pittore Giovanni Canavesio del 1500 comprendente trentasei scomparti incorniciati da una struttura in legno dorato in stile rinascimentale.

### Il polittico del Canavesio
Nel dipinto, alto quattro metri e mezzo pertanto considerato il più grande del ponente ligure, sono raffigurati:
- san Michele che trafigge il demonio nell'intento di rubargli un'anima dal piatto della bilancia;
- a sinistra del santo sono presenti santo Stefano, san Giovanni Battista, san Pietro e san Lorenzo;
- nel pannello superiore vi è raffigurata la Santissima Trinità rappresentata da una colomba
- ai suoi lati sono presenti le sante Caterina d'Alessandria, Caterina da Siena, Maria Maddalena e Margherita d'Antiochia;
- sotto i Dottori della Chiesa san Gregorio Magno, san Girolamo, sant'Ambrogio e sant'Agostino.
- Nel pannello verticale a sinistra l'Arcangelo Gabriele, san Francesco d'Assisi, san Luigi e santa Lucia;
- nel pannello verticale a destra la Madonna, san Domenico, san Nicola di Bari e santa Apollonia.
- Nelle due predelle sono raffigurati scene di vita di Gesù e i dodici apostoli.